# رکس تیلرسون
رکس وین تیلرسون (به انگلیسی: Rex Wayne Tillerson) (زادهٔ ۲۳ مارس ۱۹۵۲) یک مهندس، مدیر انرژی و سیاستمدار جمهوری‌خواه آمریکایی است که از فوریه ۲۰۱۷ تا مارس ۲۰۱۸ به عنوان ۶۹امین وزیر امور خارجه ایالات متحده آمریکا خدمت کرد. او از سال ۲۰۰۶ تا ۲۰۱۶ رئیس هیئت مدیره و مدیر ارشد اجرایی ابرشرکت اکسان‌موبیل بود.
تیلرسون کار خود را به عنوان مهندس شروع کرد و دارای مدرک لیسانس مهندسی عمران از دانشگاه تگزاس در آستین است. تیلرسون در سال ۱۹۷۵ به اکسان پیوست، و تا سال ۱۹۸۹ مدیر کل بخش تولید مرکز ایالات متحده آمریکای اکسان شده بود. در سال ۱۹۹۵ او رئیس شرکت اکسان یمن و اسو اکسپلوریشن و پروداکشن کورات شد. در سال ۲۰۰۶، تیلرسون به عنوان رئیس هیئت مدیره و مدیر عامل ارشد اجرایی اکسان، ششمین شرکت بزرگ جهان از لحاظ گردش مالی، انتخاب شد. تیلرسون در ۳۱ دسامبر ۲۰۱۶ از مدیریت اکسان استعفا داد و درن وودز جانشین او شد. او عضو آکادمی ملی مهندسی است.

## اوایل زندگی
تیلرسون در ۲۳ مارس ۱۹۵۲ در ویچیتا فالز، تگزاس متولد شد. او در سال ۱۹۶۵ جایز رتبهٔ پیشاهنگ عقاب شد. در سال ۱۹۷۰، او از دبیرستان هانتسویل در هانتسویل، تگزاس فارغ‌التحصیل شد. او مدرک کارشناسی خود را در مهندسی عمران از دانشگاه تگزاس در آستین در سال ۱۹۷۵ دریافت کرد. حین حضور در دانشگاه تگزاس آستین، او در سال ۲۰۰۶ به عنوان فارغ‌التحصیل ممتاز مهندسی معرفی شد.

## فعالیت حرفه‌ای

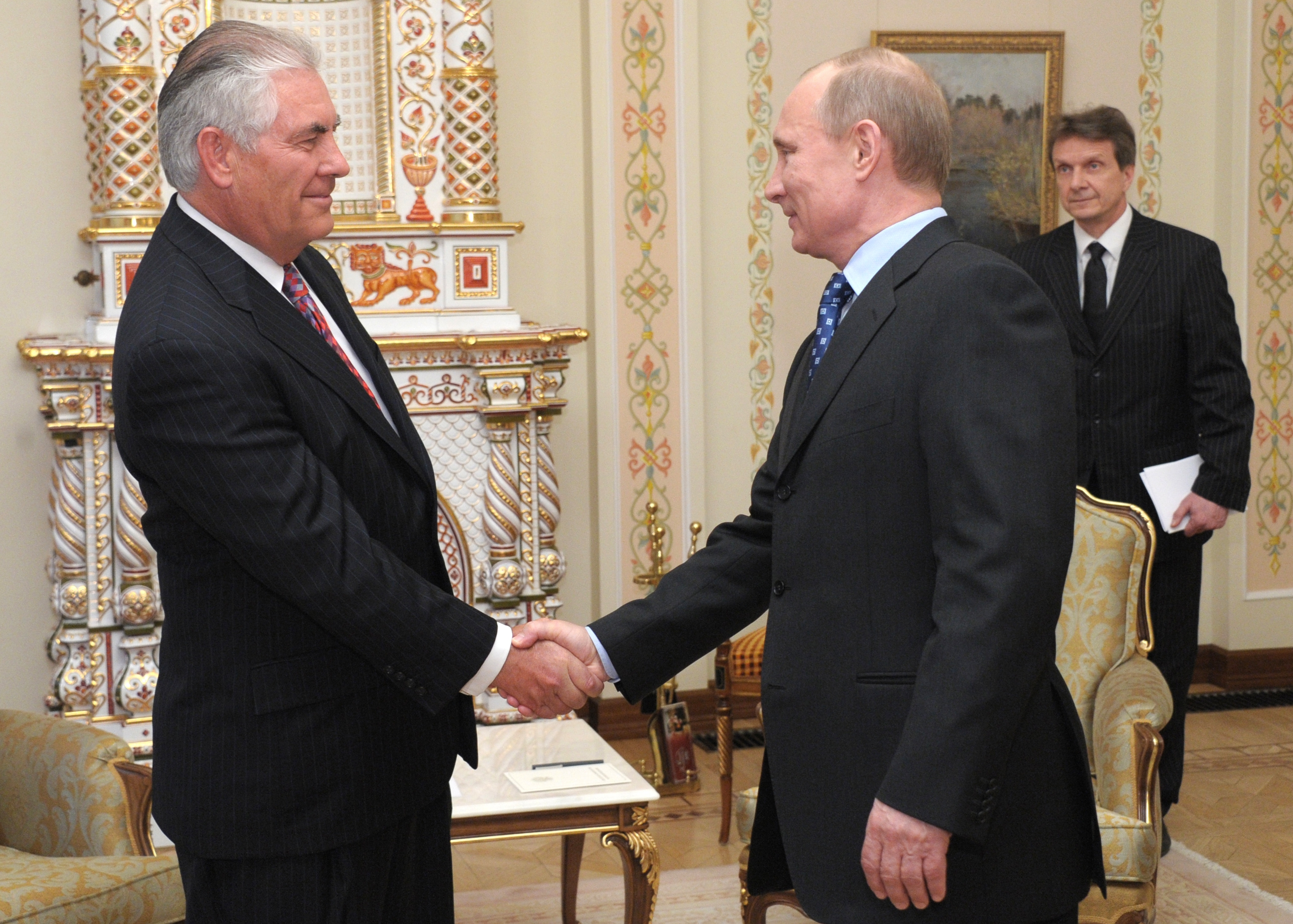
تیلرسون در دیدار با ولادیمیر پوتین رئیس‌جمهور روسیه، درکرملین، ۲۰۱۲

تیلرسون، در سال ۲۰۰۶ در پی بازنشستگی مدیرعامل سابق اکسان‌موبیل، لی ریموند، به این سمت منصوب شد. شرکت اکسان موبیل، در دوران رهبری تیلرسون، رشد چشمگیری را تجربه کرد و هم‌اینک، به‌عنوان بزرگ‌ترین شرکت جهان بر پایه میزان درآمد سالیانه، به‌شمار می‌آید.

### در خاور میانه
یکی از شرکت‌های دختر اروپایی اکسان‌موبیل به نام اینفینیِم، از سال ۲۰۰۳ تا ۲۰۰۵ در خاورمیانه فعالیت کرده و به ایران، سودان و سوریه فروش داشته است. در آن دوره، این شرکت ۵۳٫۲ میلیون دلار به ایران، ۶۰۰ هزار دلار به سودان و ۱٫۱ میلیون دلار به سوریه فروخته است. اکسان‌موبیل اعلام کرد که از همهٔ چارچوب‌های قانونی پیروی کرده و چنین فروش‌هایی در قیاس با گردش مالی سالانهٔ ۳۷۱ میلیارد دلاری آنان ناچیز است. سناتور دمکرات باب منندز، از اعضای کمیته روابط خارجی سنای ایالات متحده آمریکا، اعلام کرد که «در خصوص اقدامات آقای تیلرسون به عنوان مدیرعامل ارشد اکسان که در تعارض مستقیم با سیاست‌های ایالات متحده به منظور امن‌سازی آمریکایی‌ها و کشورمان است شدیداً مشکوک است» و این که یافتن راه‌های دور زدن به منظور انجام معاملات کسب و کاری با دشمنان ژئوپولیتیک، در عین عدم توجه آشکار به منافع ملی آمریکا، برای یک دیپلمات ارشد سابقه خوبی نمی‌سازد.»
تیلرسون در سال ۲۰۱۱ به نیابت از اکسان‌موبیل، معامله‌ای را به منظور توسعه میدان‌های نفتی در منطقه خودمختار کردستان عراق امضا کرد. این توافق ناقض قانون عراق بود که شرکت‌ها را از معاملهٔ مستقیم با کردستان عراق بازمی‌دارد.

### پیوندها با روسیه
تیلرسون در سال ۲۰۱۳ به خاطر مشارکت در بخش انرژی نشان دوستی را از پوتین دریافت کرد.

## حضور در سیاست

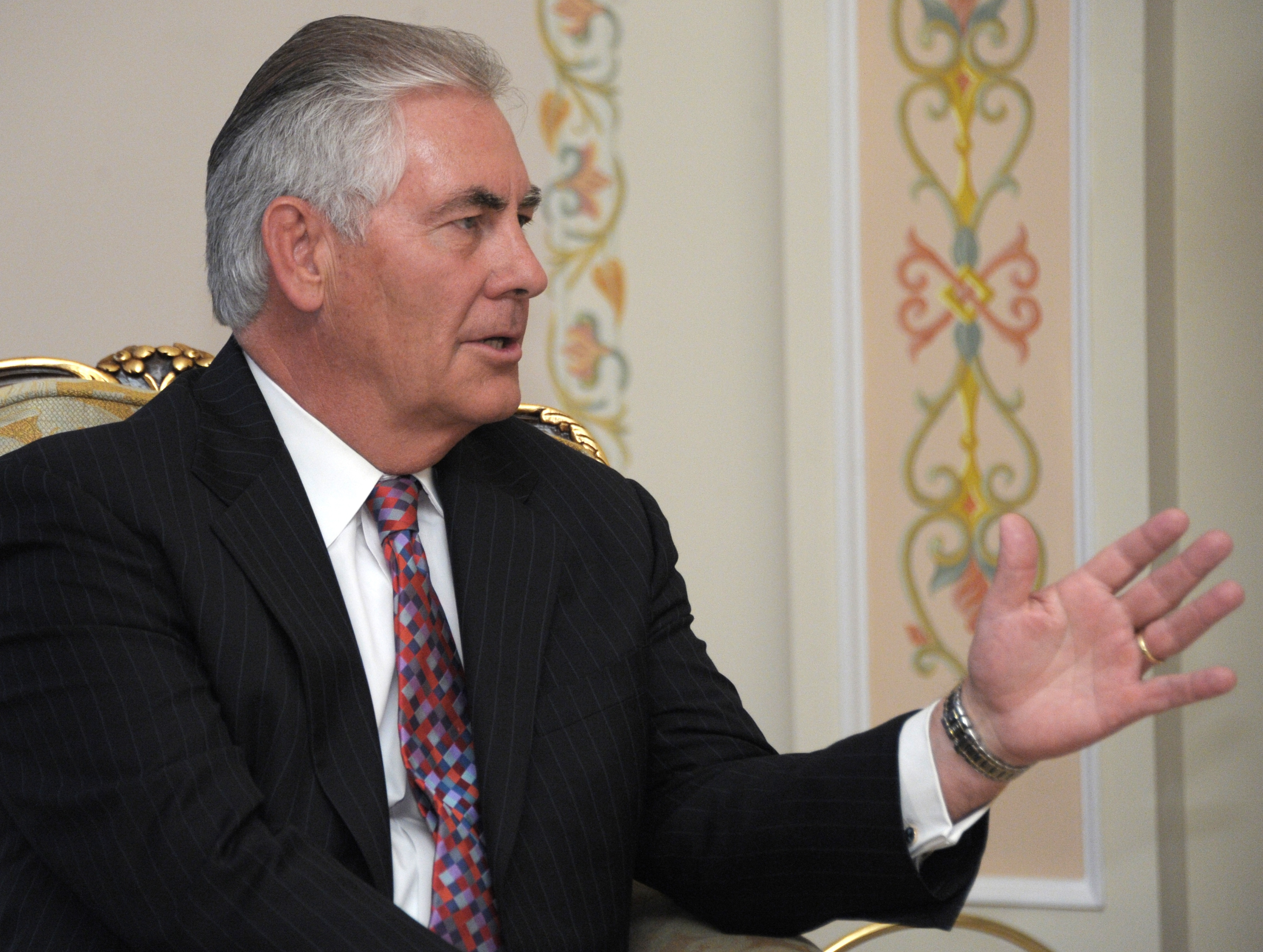
تیلرسون در ۲۰۱۲

در ۵ دسامبر ۲۰۱۶ گمانه‌زنی‌هایی مطرح شد دربارهٔ این که دونالد ترامپ، رئیس‌جمهور منتخب آمریکا، تیلرسون را به عنوان یکی از گزینه‌ها برای وزارت خارجه ایالات متحده آمریکا در نظر گرفته است. در ۹ دسامبر افرادی از نزدیکان ترامپ که در تیم انتقال دولت هستند گفتند که تیلرسون به صدر فهرست گزینه‌های مورد نظر برای وزارت خارجه آمریکا رسیده و احتمال معرفی او از کسانی مثل میت رامنی و دیوید پترائوس هم بیشتر شده است.

### دیدگاه‌های سیاسی

#### مخالفت با تحریم‌ها
تیلرسون گفته «ما از تحریم‌ها عموماً حمایت نمی‌کنیم، زیرا آنها را کارامد نمی‌دانیم مگر این که خیلی خوب اجرا شوند و انجام این کاریست بسیار سخت.»

#### مالیات بر کربن
تیلرسون در سال ۲۰۰۹ گفت، «مالیات بر کربن شیوهٔ منعکس کردن کربن در تمامی تصمیمات اقتصادی -از سرمایه‌گذاری‌های شرکت‌ها به منظور تأمین ملزوماتشان تا انتخاب کالاها از سوی مصرف‌کنندگان-است. مالیات بر کربن شاید برای اعمال یک معیار یکدست برای پاسخگو کردن همه کشورها مناسب تر باشد. نکتهٔ آخر مهم است. با توجه به ماهیت جهانی این چالش، و این واقعیت که رشد اقتصادی در اقتصادهای در حال توسعه مسئول بخش شایان توجهی از افزایش‌های آینده در انتشار گازهای گلخانه ایست، گزینه‌های سیاستی باید همکاری جهانی را تشویق و از آن حمایت کنند.»

#### تغییر اقلیمی
در سال ۲۰۱۰، تیلرسون گفت با این که قبول دارد انسان‌ها از طریق انتشار گازهای گلخانه‌ای تا حدی بر اقلیم اثر می‌گذارند، هنوز واضح نیست «تا چه حدی و بدین ترتیب معلوم نیست در مورد آنچه می‌توانید بکنید.»
تیلرسون همچنین اظهار داشته «جهان، خواهی-نخواهی، همچنان از سوخت‌های فسیلی استفاده خواهد کرد.»

#### حمایت از تجارت آزاد
در مارس ۲۰۰۷، تیلرسون پرسید «آیا آمریکا باید در پی رسیدن به «به اصطلاح استقلال انرژی» در تلاشی برای جدا کردن این کشور از تأثیر وقایع جهان بر اقتصاد باشد یا آمریکاییان باید مسیر همکاری بین‌المللی، جستن راه‌هایی برای رقابت بهتر درون بازار جهانی انرژی را پی بگیرند؟ همچون مؤسسین شورا، من معتقدم ما باید مسیر همکاری بیشتر بین‌المللی را برگزینیم. … واقعیت کلیدی این است: بازار آزاد جهانی برای انرژی با ترویج توسعهٔ منابع، قابل سازی تنوع بخشی، افزودن بر مسیرهای تأمینی مان، تشویق بهره‌وری، و تشویق نوآوری مؤثرترین ابزار را برای دستیابی به امنیت انرژی آمریکا فراهم می‌کند.»

## برکناری
در ۳۱ مارس ۲۰۱۸ دونالد ترامپ، رئیس‌جمهور آمریکا در توییتر خود اعلام کرد که رکس تیلرسون را از سمت خود برکنار کرده و مایک پمپئو، رئیس سازمان اطلاعات مرکزی آمریکا (سیا) را به عنوان جایگزین او معرفی کرده است. ترامپ در مورد دلایل برکناری تیلرسون گفت که آن دو در مسائلی مانند پرونده هسته‌ای ایران با هم اختلاف داشتند و او تصور می‌کند که اکنون آقای تیلرسون راضی‌تر باشد.